# Amazilia
Amazilia és un gènere d'ocells de la subfamília dels troquilins (Trochilinae) dins la família dels troquílids (Trochilidae).

## Taxonomia
Antany eren ubicades dins aquest gènere un nombre molt major d'espècies, però un estudi filogenètic molecular publicat el 2014, va mostrar que aquest gran gènere era polifilètic. El taxó va ser revisat i moltes espècies van ser traslladades a Leucolia, Saucerottia, Amazilis, Uranomitra, Chrysuronia, Polyerata, Chionomesa, Elliotomyia i Chlorestes.
Actualment s'inclouen 5 espècies dins aquest gènere:
- colibrí amazília canyella (Amazilia rutila).
- colibrí amazília de Yucatán (Amazilia yucatanensis).
- colibrí amazília de Tzacatl (Amazilia tzacatl).
- colibrí amazília d'Hondures (Amazilia luciae).
- colibrí amazília de manglar (Amazilia boucardi).